# 東津野村
東津野村（ひがしつのむら）は、高知県高岡郡にあった村。2005年2月1日、隣接する葉山村と合併して津野町となった。

## 沿革
- 1889年（明治22年）4月1日 - 町村制施行に伴い、船戸村、芳生野村、北川村が合併して高岡郡東津野村が成立。
- 1896年（明治29年）- 大字・船戸から力石、烏出川、桑ケ市の3大字が分立。本村は6大字となる。
- 2005年（平成17年）2月1日 - 葉山村と合併して津野町となる。

## 村長
- 中越義幸（在任1942-1945、衆議院議員）